# Carreño
Carreño è un comune spagnolo (concejo) di 10 564 abitanti situato nella comunità autonoma delle Asturie, fa parte della comarca di Gijón.

## Geografia
Confina a Ovest con Corvera, a Nord con Gozón, a Nord-Est con il mare Cantabrico e a Sud-Est con Gijón. Il capoluogo è Candás.

## Composizione
Si compone di 12 entità:
1. Candás (Capoluogo)
2. Perlora
3. Albandi
4. Carreño
5. Prendes
6. Pervera
7. Piedeloro
8. Guimarán
9. Logrezana
10. El Valle
11. Ambás
12. Tamón

## Galleria d'immagini

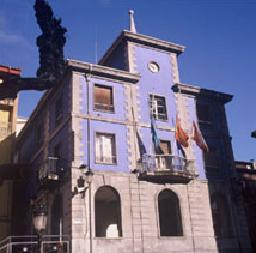
L'antico municipio di Carreño
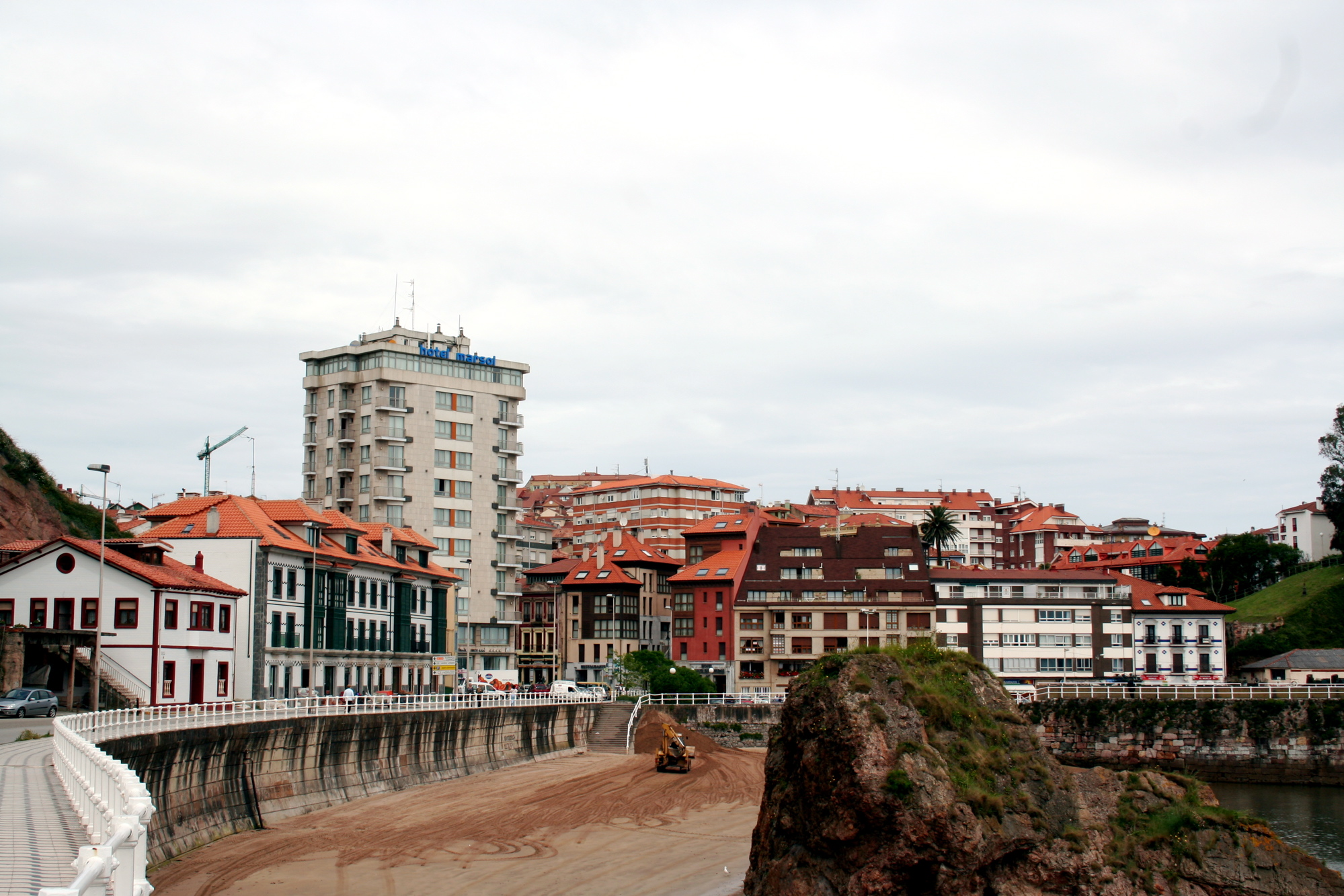
Veduta di Candás, il capoluogo
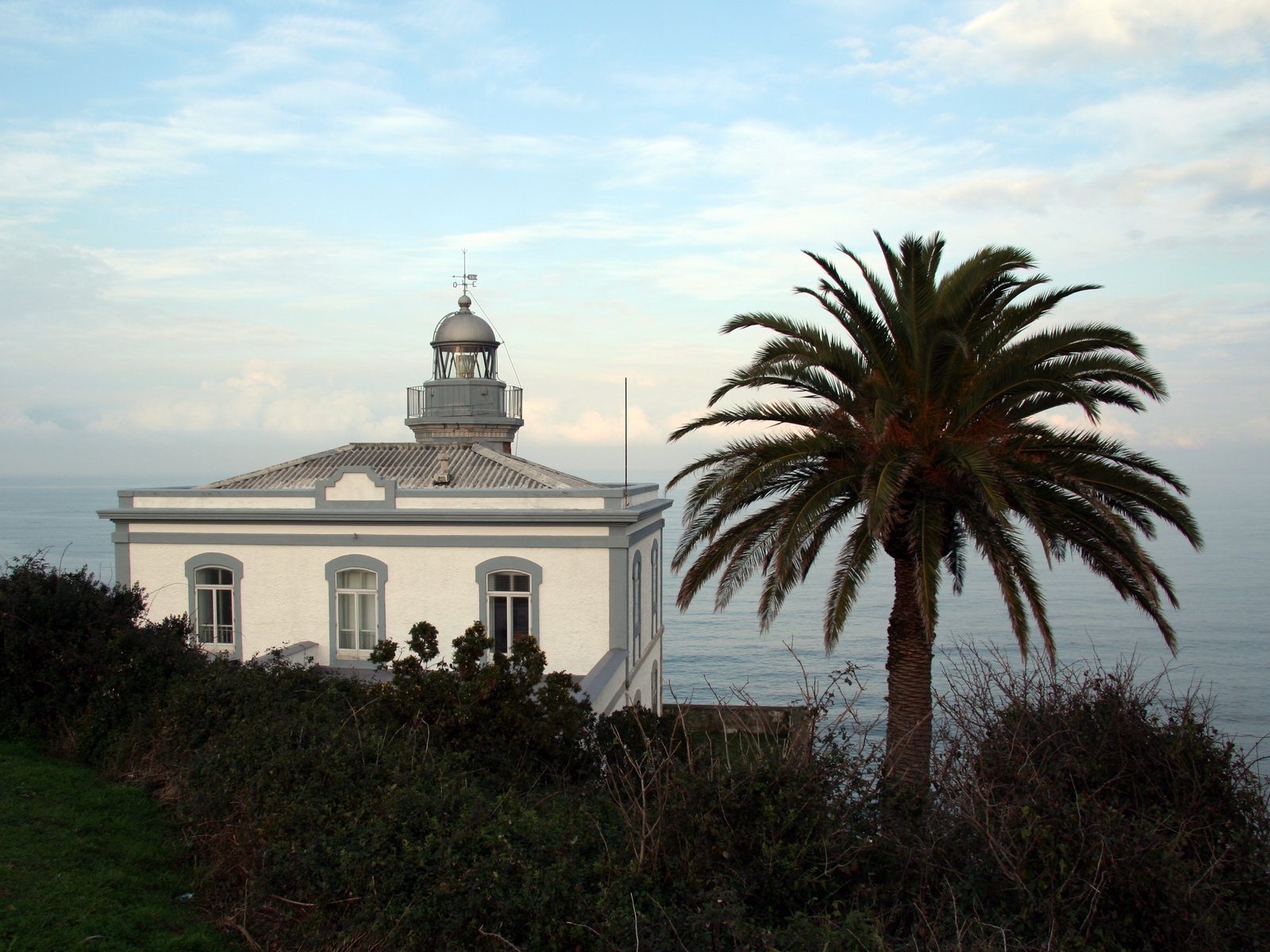
Faro di Candás
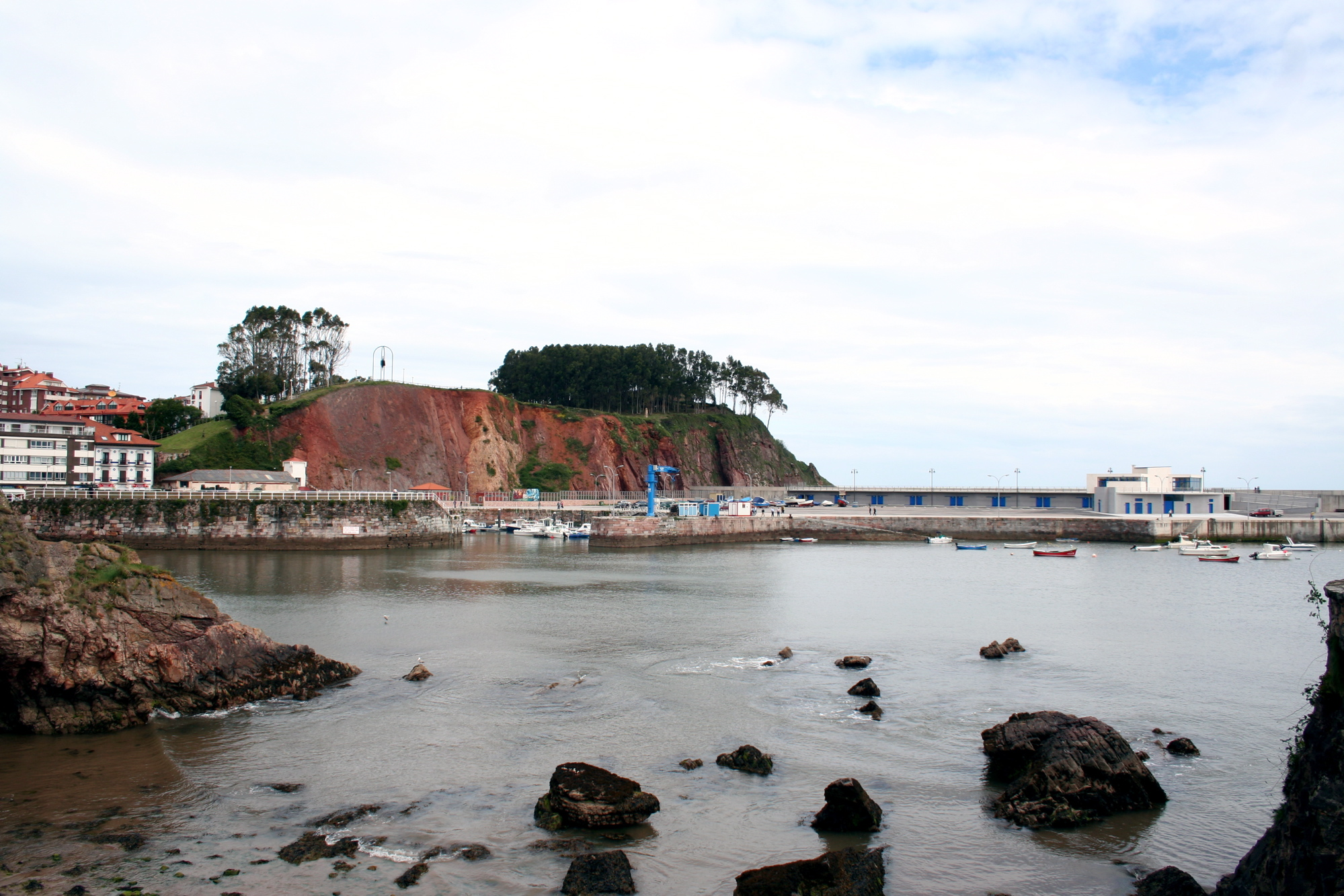
Porto di Candás